# Leistungs- und Verhaltenskontrolle
Einrichtungen zur Leistungs- und Verhaltenskontrolle von Arbeitnehmern in der Arbeitsstätte und am Arbeitsplatz unterliegen sowohl bei ihrer Einführung als auch bei ihrer Anwendung in Deutschland der Mitbestimmungspflicht des Betriebsrates.

## Rechtsgrundlage
Rechtsgrundlage dafür ist § 87 Abs. 1 Nr. 6 Betriebsverfassungsgesetz (BetrVG). Darüber hinaus gelten sowohl für Betriebe mit Betriebsrat wie auch für Betriebe ohne Betriebsrat das Grundgesetz und das Datenschutzgesetz. Im öffentlichen Dienst gilt das Gleiche sinngemäß, hier ist der Personalrat zuständig. Rechtsgrundlage ist dann das jeweilige Personalvertretungsgesetz.

## Technische Einrichtungen
Solche technischen Einrichtungen sind zum Beispiel Systeme mit der Möglichkeit zur
- Video- und Tonaufzeichnung (beispielsweise bei Kassierern),
- Leistungsmessungen an Bildschirmarbeitsplätzen, z. B. automatische Messung der Texteingabegeschwindigkeit (per Keylogger o. ä.), Mousetracking,
- Überwachung von Mitarbeitern, die Trouble Ticket Systeme (Help-Desk-Systeme, Task-Tracking-Systeme) verwenden,
- Überwachung der Kommunikation (z. B. E-Mail, Telefon),
- Überwachung des Informationsverhaltens,
- Identifizierung von Telefonanrufern und Angerufenen,
- Bezahlung von Mahlzeiten in der Kantine,
- Nutzung von dienstlichen Arbeitsmitteln für private Zwecke.

Der Schutz der Persönlichkeitsrechte von Mitarbeitern hat hier eine sehr hohe Priorität. Andererseits haben Arbeitgeber und Kunden eines Betriebes ein berechtigtes Interesse an einer optimalen Nutzung der Ressourcen dieses Betriebes. Wichtige Instrumente dafür sind technische Einrichtungen beispielsweise zur Unterstützung des Qualitätsmanagements, zur Beobachtung der Kundenzufriedenheit und zum Schutz des geistigen Eigentums eines Unternehmens.
Anstelle eines kategorischen Verbotes der technischen Überwachung von Leistung und Verhalten der Arbeitnehmer hat der Gesetzgeber darum Arbeitgebern und Arbeitnehmern die Möglichkeit gegeben, über Betriebsvereinbarungen zwischen der Geschäftsleitung eines Betriebes und dem Betriebsrat dieses Betriebes transparente, praktikable und für beide Seiten annehmbare Lösungen auszuhandeln, soweit unabdingbare gesetzliche Schutzbestimmungen eingehalten werden. Im öffentlichen Dienst gilt das entsprechend für Dienstvereinbarungen.
Bei der Erstellung von Betriebsvereinbarungen können in vielen Fällen die nach Art. 30 der Datenschutz-Grundverordnung erforderlichen Verfahrensbeschreibungen wiederverwendet werden. Bei Dienstvereinbarungen gilt das entsprechend für die jeweiligen Landesgesetze.
Der Bereich der Verhaltenskontrolle wird auch von Vereinbarungen berührt, die eine nicht ihrer Zweckbestimmung gemäße Verwendung technischer Datenverarbeitungseinrichtungen durch Mitarbeiter oder das Unternehmen verhindern sollen.

## Soziale Medien
Auch über soziale Medien kann eine Kontrolle der Arbeitnehmer stattfinden. In sozialen Medien können in der Regel bei Unternehmensauftritten auch Beiträge und Kommentare eingestellt werden, die wiederum Bewertungen zum Verhalten des Arbeitnehmers enthalten können. Das Bundesarbeitsgericht entschied, dass dem Betriebsrat nach § 87 Abs. 1 Nr. 6 BetrVG ein Mitbestimmungsrecht in einem solchen Fall zusteht. Er ist vor der Einführung anzuhören und muss zustimmen.